# Liste des monarques d'Écosse
Le titre de roi des Écossais (King of Scots en anglais, rex Scottorum en latin) est porté par les souverains du royaume d'Écosse du haut Moyen Âge jusqu'en 1707.

## Histoire du titre
Au cours du haut Moyen Âge, le territoire du futur royaume d'Écosse est occupé par différents peuples : d'abord les Pictes et les Bretons, puis les Scots venus d'Irlande, les Anglo-Saxons venus de Germanie et enfin les Vikings venus de Scandinavie. La date traditionnellement retenue pour la fondation de la royauté est 843, date à laquelle le roi scots Cináed mac Ailpín aurait conquis les Pictes. Le roi Domnall mac Causantín, mort au château de Dunnottar en 900, est le premier souverain à avoir été appelé rí Alban, « roi d'Alba », dans les Annales d'Ulster ; ceci signifiant roi de Grande-Bretagne ou d'Écosse, la signification d'Alba ayant été fluctuante à cette époque. Tous ses prédécesseurs portaient soit le titre de « roi des Pictes », soit celui de « roi de Fortriú ».
Jusqu'au début du XIe siècle, la succession au trône suit le principe de tanistrie : elle alterne entre les descendants de deux des fils de Cináed mac Ailpín. Ce système est abandonné à partir du règne de Máel Coluim mac Cináeda.
À partir de 1603, les rois d'Écosse de la maison Stuart occupent également le trône du royaume d'Angleterre, mais les deux pays conservent des institutions séparées. Cette union des Couronnes dure jusqu'en 1707, qui voit la fusion de l'Écosse et de l'Angleterre au sein du nouveau royaume de Grande-Bretagne en vertu de l'acte d'Union.

## Liste des rois et reines des Écossais

### Maison d'Alpin (843-1034)
| Portrait       | Nom                                                             | Règne             | Notes |
| -------------- | --------------------------------------------------------------- | ----------------- | --- |
| Kenneth Ier    | Kenneth Ier (Cináed mac Ailpín) (vers 810 – 13 février 858)     | 843 – 858         | - Fils du roi Alpin de Dal Riada. - La date de 843 marque traditionnellement la fusion du royaume scots de Dal Riada et du royaume picte de Fortriú. - Surnommé An Ferbasach « le Conquérant » dans la Prophétie de Berchán. |
| Donald Ier     | Donald Ier (Domnall mac Ailpín) (vers 813 – 13 avril 862)       | 858 – 862         | - Fils du roi Alpin de Dal Riada, frère ou demi-frère de Kenneth Ier. |
| Constantin Ier | Constantin Ier (Causantín mac Cináeda) (836 – 876)              | 862 – 876         | - Fils aîné de Kenneth Ier. - Surnommé An Finn-Shoichleach « le Généreux en vin » dans la Prophétie de Berchán. |
| Aed            | Áed (Áed mac Cináeda) (840 – 878)                               | 877 – 878         | - Fils de Kenneth Ier et frère de Constantin Ier. - Assassiné. |
| Eochaid        | Eochaid (Eochaid mac Run)                                       | 878 – 889 ?       | - Fils du roi Run de Strathclyde et d'une fille de Kenneth Ier. - Règne peut-être conjointement avec Giric Ier, ou pas du tout. - Détrôné et exilé.                                                                          |
| Giric          | Giric Ier (Giric I mac Dúngail)                                 | 878 – 889 ?       | - D'ascendance incertaine, peut-être fils de Donald Ier. - Règne peut-être conjointement avec Eochaid. - Surnommé Mac Rath « Fils de la Chance » dans la Prophétie de Berchán.                                               |
| Donald II      | Donald II (Domnall mac Causantín) (mort en 900)                 | 889 – 900         | - Fils de Constantin Ier. - Surnommé Dásachtach « le Fou » dans la Prophétie de Berchán. |
| Constantin II  | Constantin II (Causantín mac Áeda) (874? – 952)                 | 900 – 943         | - Fils d'Áed. - Abdique pour se retirer dans un monastère. - Surnommé An Midhaise « Celui d'âge mûr » dans la Prophétie de Berchán.                                                                                          |
| Malcolm Ier    | Malcolm Ier (Máel Coluim mac Domnaill) (mort en 954)            | 943 – 954         | - Fils de Donald II. - Surnommé An Bodhbhdercc « le Rouge dangereux » dans la Prophétie de Berchán. |
| Indulf         | Indulf (Ildulb mac Causantín) (mort en 962)                     | 954 – 962         | - Fils de Constantin II. - Surnommé An Ionsaighthigh « l'Agresseur » dans la Prophétie de Berchán. |
| Dubh           | Dubh (Dub mac Maíl Coluim) (mort en 967)                        | 962 – 967         | - Fils de Malcolm Ier. - Surnommé Dén « le Véhément » dans la Prophétie de Berchán. |
| Culen          | Culen (Cuilén mac Ildulb) (mort en 971)                         | 967 – 971         | - Fils d'Indulf. - Surnommé An Fionn « le Blanc » dans la Prophétie de Berchán. |
| Amlaíb         | Amlaíb (Amlaíb mac Ilduilb)                                     | après 973 – 977 ? | - Fils d'Indulf. |
| Kenneth II     | Kenneth II (Cináed mac Máel Coluim) (mort en 995)               | 971 – 995         | - Fils de Malcolm Ier. - Assassiné. - Surnommé An Fionnghalach « le Fratricide » dans la Prophétie de Berchán. |
| Constantin III | Constantin III (Causantín mac Cuilén) (mort en 997)             | 995 – 997         | - Fils de Culen. - Assassiné. - Surnommé « le Chauve » par Jean de Fordun. |
| Kenneth III    | Kenneth III (Cináed mac Duib) (mort le 25 mars 1005)            | 997 – 1005        | - Fils de Dubh. - Son fils Giric II (Girgh mac Kinat mac Duff), mort en 1005, est associé au trône. - Surnommé An Donn « le Chef » ou « le Brun » dans la Prophétie de Berchán.                                              |
| Malcolm II     | Malcolm II (Máel Coluim mac Cináeda) (mort le 25 novembre 1034) | 1005 – 1034       | - Fils de Kenneth II. - Surnommé Forranach « le Destructeur » dans la Prophétie de Berchán. |

### Maison de Dunkeld (1034-1290)
| Portrait      | Nom                                                                                | Règne       | Notes |
| ------------- | ---------------------------------------------------------------------------------- | ----------- | --- |
| Duncan Ier    | Duncan Ier (Donnchad mac Crinan) (1001 – 15 août 1040)                             | 1034 – 1040 | - Fils de Bethóc, la fille aînée de Malcolm II. - Vaincu et tué par Macbeth à Pitgaveny, près d'Elgin. |
| Macbeth       | Macbeth (Mac Bethad mac Findlaích) (1005 – 15 août 1057)                           | 1040 – 1057 | - Fils de Findláech MacRory, peut-être petit-fils par sa mère de Malcolm II. - Mormaer de Moray dès 1032, il remplace Duncan après l'avoir vaincu. - Vaincu et tué par Malcolm Canmore à Lumphanan.                          |
| Lulach        | Lulach (Lulach mac Gille Coemgáin) (1029 – 17 mars 1058)                           | 1057 – 1058 | - Fils de Gillacomgain mac Maelbrigte et de Gruoch, beau-fils de Macbeth. - Sacré à Scone en août 1057. - Tué par Malcolm Canmore près de Huntly.                                                                            |
| Malcolm III   | Malcolm III « Canmore » (Máel Coluim mac Donnchada) (vers 1031 – 13 novembre 1093) | 1058 – 1093 | - Fils aîné de Duncan Ier. - Son surnom Canmore signifie « Grand Chef » en gaélique. - Peut-être sacré à Scone le 25 avril 1058.                                                                                             |
| Donald III    | Donald III « Bán » (Domnall Bán mac Donnchada) (mort en 1099)                      | 1093 – 1094 | - Deuxième fils de Duncan Ier et frère cadet de Malcolm III. - Son surnom Bán signifie « le Blond » ou « le Beau » en gaélique. - Il est détrôné par son neveu Duncan en mai 1094.                                           |
| Duncan II     | Duncan II (Donnchad mac Maíl Choluim) (mort le 12 novembre 1094)                   | 1094        | - Fils aîné de Malcolm III et de sa première femme Ingibiorg Finnsdottir. - Il s'empare de l'Écosse à la tête d'une armée anglo-normande. - Il est assassiné à Mondynes par Máel Petair des Mearns (en), mormaer des Mearns. |
| Donald III    | Donald III « Bán » (Domnall Bán mac Donnchada) (mort en 1099)                      | 1094 – 1097 | - Il reprend le pouvoir à la mort de Duncan, associé avec son neveu Edmond, le fils de Malcolm III et de sa deuxième femme Marguerite de Wessex. - Donald et Edmond sont vaincus par Edgar, un autre fils de Malcolm III.    |
| Edgar         | Edgar (Étgar mac Maíl Choluim) (vers 1074 – 8 janvier 1107)                        | 1097 – 1107 | - Quatrième fils de Malcolm III et de Marguerite de Wessex. - Jamais marié, il meurt sans laisser d'enfants. |
| Alexandre Ier | Alexandre Ier (Alaxandair mac Maíl Choluim) (vers 1078 – 23 avril 1124)            | 1107 – 1124 | - Cinquième fils de Malcolm III et de Marguerite de Wessex. - Il n'a pas d'enfants de sa femme Sibylle de Normandie. |
| David Ier     | David Ier (Dabíd mac Maíl Choluim) (1083 x 1085 – 24 mai 1153)                     | 1124 – 1153 | - Sixième et dernier fils de Malcolm III et de Marguerite de Wessex. - Également comte de Northampton (1113-1136) et de Huntingdon (1130-1136). - Ses deux fils meurent avant lui.                                           |
| Malcolm IV    | Malcolm IV « le Vierge » (Máel Coluim mac Eanric) (20 mars 1142 – 9 décembre 1165) | 1153 – 1165 | - Fils aîné d'Henri de Northumberland et petit-fils de David Ier. - Sacré le 27 mai 1153 à Scone. - Également comte de Huntingdon (1153-1165). - Jamais marié (d'où son surnom), il meurt sans laisser d'enfants.            |
| Guillaume Ier | Guillaume Ier « le Lion » (Uilliam mac Eanric) (1142 ou 1143 – 4 décembre 1214)    | 1165 – 1214 | - Deuxième fils d'Henri de Northumberland et frère cadet de Malcolm IV. - Sacré le 24 décembre 1165 à Scone. - Également comte de Northumbrie (1152-1157) et de Huntingdon (1165-1174).                                      |
| Alexandre II  | Alexandre II (Alaxandair mac Uilliam) (24 août 1198 – 6 juillet 1249)              | 1214 – 1249 | - Seul fils de Guillaume Ier et d'Ermengarde de Beaumont-au-Maine. - Sacré le 5 décembre 1214 à Scone. |
| Alexandre III | Alexandre III (Alaxandair mac Alaxandair) (4 septembre 1241 – 19 mars 1286)        | 1249 – 1286 | - Fils unique d'Alexandre II et de Marie de Coucy. - Sacré le 13 juillet 1249 à Scone. - Ses deux fils et sa fille meurent avant lui. - Sa petite-fille inaugure la Maison de Sverre.                                        |

### Maison de Sverre (1286-1290)
| Portrait | Nom                                                                             | Règne       | Notes |
| -------- | ------------------------------------------------------------------------------- | ----------- | --- |
|          | Marguerite Ire dite « la Vierge de Norvège » (9 avril 1283 – 26 septembre 1290) | 1286 – 1290 | - Fille unique du roi Éric II de Norvège et de Marguerite, fille d'Alexandre III. - Reconnue comme reine par les Gardiens de l'Écosse, elle meurt dans les Orcades durant son premier voyage vers l'Écosse. |

### Maison de Balliol (1292-1296)
La mort de Marguerite donne lieu à une crise de succession qui dure près de deux ans.
| Portrait                   | Nom                                                    | Règne       | Notes |
| -------------------------- | ------------------------------------------------------ | ----------- | --- |
| sceau de Jean Ier d'Écosse | Jean Ier (John Balliol) (vers 1249 – 25 novembre 1314) | 1292 – 1296 | - Arrière-petit-fils de David de Huntingdon, le frère cadet de Guillaume Ier. - Sacré le 30 novembre 1292 à Scone. - Abdique le 10 juillet 1296 à Stracathro, après la défaite de Dunbar. - Son surnom Toom Tabard signifie « tabard vide » en scots. |

| Portrait                     | Nom                                                       | Règne       | Notes |
| ---------------------------- | --------------------------------------------------------- | ----------- | --- |
| sceau d'Édouard Ier d'Écosse | Édouard Ier (John Balliol) (vers 1249 – 25 novembre 1314) | 1332 – 1356 | - Arrière-arrière-petit-fils de David de Huntingdon, le frère cadet de Guillaume Ier. - Sacré le 24 septembre 1332 à Scone. - Abdique le 20 janvier 1356 à Wheatley Hill. |

### Maison de Bruce (1306-1371)
| Portrait   | Nom                                                           | Règne       | Notes |
| ---------- | ------------------------------------------------------------- | ----------- | --- |
| Robert Ier | Robert Ier (Robert the Bruce) (11 juillet 1274 – 7 juin 1329) | 1306 – 1329 | - Arrière-petit-fils d'Isabelle, une fille de David de Huntingdon, le frère cadet de Guillaume Ier. - Sacré le 27 mars 1306 à Scone. |
| David II   | David II (David Bruce) (5 mars 1324 – 22 février 1371)        | 1329 – 1371 | - Fils de Robert Ier et d'Élisabeth de Bourg. - Sacré le 24 novembre 1331 à Scone. - Édouard Balliol usurpe le trône de 1332 à 1341, contraignant David à la fuite. - De retour en Écosse en 1341, David est capturé par les Anglais à la bataille de Neville's Cross en 1346. Il est libéré en 1357. |

### Maison Stewart/Stuart (1371-1651)

#### Stewart (1371-1567)
Stuart est la forme francisée du nom Stewart, adoptée par Marie Stuart lorsqu'elle devient reine de France au XVIe siècle. Cette orthographe est reprise par ses successeurs.
| Portrait    | Nom                                              | Règne       | Notes | Armoiries |
| ----------- | ------------------------------------------------ | ----------- | --- | --------- |
| Robert II   | Robert II (2 mars 1316 – 19 avril 1390)          | 1371 – 1390 | - Fils de Walter Stewart et de Marjorie Bruce, la fille de Robert Ier. - Sacré le 26 mars 1371. |           |
| Robert III  | Robert III (vers 1337 – 4 avril 1406)            | 1390 – 1406 | - Fils aîné de Robert II et d'Élisabeth Muir. - Comte de Carrick de 1368 à son avènement. - Sacré le 14 août 1390 à Scone. |           |
| Jacques Ier | Jacques Ier (10 décembre 1394 – 21 février 1437) | 1406 – 1437 | - Troisième fils de Robert III et d'Annabella Drummond. - Prisonnier à la cour du royaume d'Angleterre de 1406 à 1424. - Sacré le 21 mai 1424 à Scone. - Assassiné à Perth. |           |
| Jacques II  | Jacques II (16 octobre 1430 – 3 août 1460)       | 1437 – 1460 | - Second fils de Jacques Ier et de Jeanne Beaufort. - Sacré le 26 mars 1437 à l'abbaye de Holyrood. - Tué par accident alors qu'il assiège le château de Roxburgh. |           |
| Jacques III | Jacques III (1451 ou 1452 – 11 juin 1488)        | 1460 – 1488 | - Fils aîné de Jacques II et de Marie d'Egmont. - Sacré le 10 août 1460 à l'abbaye de Kelso. - Mort au combat face à des nobles révoltés à la bataille de Sauchieburn. |           |
| Jacques IV  | Jacques IV (17 mars 1473 – 9 septembre 1513)     | 1488 – 1513 | - Fils aîné de Jacques III et de Marguerite de Danemark. - Sacré le 24 juin 1488 à Scone. - Mort au combat face aux Anglais à la bataille de Flodden Field. |           |
| Jacques V   | Jacques V (15 avril 1512 – 14 décembre 1542)     | 1513 – 1542 | - Troisième fils de Jacques IV et de Marguerite Tudor. - Sacré le 21 septembre 1513 au château de Stirling. |           |
| Marie Ire   | Marie Ire (8 décembre 1542 – 8 février 1587)     | 1542 – 1567 | - Fille de Jacques V et de Marie de Guise. - Sacrée le 9 septembre 1543 au château de Stirling. - Ses deux premiers maris reçoivent le titre de roi d'Écosse (cf. roi consort) : François II de France (1558-1560) puis Henry Stuart (1565-1567). - Elle est contrainte d'abdiquer en faveur de son fils Jacques le 24 juillet 1567. - Réfugiée en Angleterre, elle est retenue prisonnière pendant près de vingt ans par Élisabeth Ire, qui la fait finalement exécuter. |           |

#### Stuart (1567-1651)
| Portrait    | Nom                                              | Règne       | Notes | Armoiries |
| ----------- | ------------------------------------------------ | ----------- | --- | --------- |
| Jacques VI  | Jacques VI (19 juin 1566 – 27 mars 1625)         | 1567 – 1625 | - Fils de Marie Ire et de son deuxième époux Henry Stuart, Lord Darnley. Par son père, il descend d'une branche cadette de la maison Stuart issue d'Alexandre Stuart (1214-1283). - Sacré le 29 juillet 1567 à Stirling. - Il devient roi d'Angleterre en 1603 sous le nom de Jacques Ier. Bien qu'il adopte le titre de « roi de Grande-Bretagne » en 1604, les deux royaumes restent distincts. |           |
| Charles Ier | Charles Ier (19 novembre 1600 – 30 janvier 1649) | 1625 – 1649 | - Deuxième fils de Jacques VI et d'Anne de Danemark. - Sacré le 18 juin 1633 à l'abbaye de Holyrood. - Exécuté pour haute trahison à la suite de la Première Révolution anglaise, qui abolit la monarchie anglaise. |           |
| Charles II  | Charles II (29 mai 1630 – 6 février 1685)        | 1649 – 1651 | - Fils aîné de Charles Ier et d'Henriette Marie de France. - Proclamé roi par le Parlement d'Écosse le 5 février 1649, il est sacré à Scone le 1er janvier 1651. - Vaincu par Oliver Cromwell à la bataille de Worcester le 3 septembre 1651, il doit s'enfuir en France. |           |

### Interrègne (1651-1659)
Après la bataille de Worcester, l'Écosse est placée sous un gouvernement militaire dirigé par le général George Monck. Elle est rattachée au Commonwealth d'Angleterre en vertu du Tender of Union (en) de 1652, qui dissout le Parlement écossais. L'Écosse est dès lors gouvernée par le Lord Protecteur Oliver Cromwell de 1653 à 1658, puis par son fils Richard jusqu'à sa démission en 1659.

### Maison Stuart (1660-1707)
| Portrait     | Nom                                               | Règne       | Notes | Armoiries |
| ------------ | ------------------------------------------------- | ----------- | --- | --------- |
| Charles II   | Charles II (29 mai 1630 – 6 février 1685)         | 1660 – 1685 | - Restauré le 29 mai 1660 sur les trônes d'Écosse et d'Angleterre. - Son mariage avec Catherine de Bragance ne produit pas d'enfants légitimes. |           |
| Jacques VII  | Jacques VII (14 octobre 1633 – 16 septembre 1701) | 1685 – 1688 | - Deuxième fils de Charles Ier et d'Henriette Marie de France. - Il est le dernier membre de la famille royale à séjourner durablement en Écosse, de 1679 à 1682. - Confronté à la Glorieuse Révolution, il fuit la Grande-Bretagne en décembre 1688. Le 11 avril 1689, le Parlement d'Écosse décrète que sa religion catholique faisait de lui un monarque anticonstitutionnel. |           |
| Marie II     | Marie II (30 avril 1662 – 28 décembre 1694)       | 1689 – 1694 | - Fille aînée de Jacques VII et d'Anne Hyde. - Proclamée reine d'Écosse avec son mari Guillaume II le 11 avril 1689. - Morte sans laisser d'enfants. |           |
| Guillaume II | Guillaume II (4 novembre 1650 – 8 mars 1702)      | 1689 – 1702 | - Stathouder des Provinces-Unies, il épouse Marie II le 4 novembre 1677. - Proclamé roi d'Écosse avec sa femme le 11 avril 1689. - Il ne se remarie pas après la mort de Marie et meurt sans descendance. |           |
| Anne         | Anne (6 février 1665 – 1er août 1714)             | 1702 – 1707 | - Deuxième fille de Jacques VII et d'Anne Hyde. - Elle visite brièvement l'Écosse en 1681 avec son père. - Le 1er mai 1707, elle devient la première reine de Grande-Bretagne. |           |

## Arbre généalogique simplifié
- Álpin
  - Donald Ier (858-862)
  - Kenneth Ier (843-858)
    - une fille ép. Run de Strathclyde
      - Eochaid (878-889 ?)

    - Áed (877-878)
      - Constantin II (900-943)
        - Indulf (954-962)
          - Culen (967-971)
            - Constantin III (995-997)

          - Amlaíb (après 973-977 ?)

    - Constantin Ier (862-876)
      - Donald II (889-900)
        - Malcolm Ier (943-954)
          - Dubh (962-967)
            - Kenneth III (997-1005)

          - Kenneth II (971-995)
            - Malcolm II (1005-1034)
              - Bethóc ép. Crínán mac Donnchad
                - Duncan Ier (1034-1040)
                  - Donald III (1093-1094)
                  - Malcolm III (1058-1093)
                    - Duncan II (1094)
                    - Edgar (1097-1107)
                    - Alexandre Ier (1107-1124)
                    - David Ier (1124-1153)
                      - Henri de Northumberland
                        - Malcolm IV (1153-1165)
                        - Guillaume Ier (1165-1214)
                          - Alexandre II (1214-1249)
                            - Alexandre III (1249-1286)
                              - Marguerite ép. Éric II de Norvège
                                - Marguerite (1286-1290)

                        - David de Huntingdon
                          - Marguerite ép. Alan de Galloway
                            - Dervorguilla ép. Jean de Bailleul
                              - Jean Balliol (1292-1296)

                          - Isabelle ép. Robert (IV) de Bruce
                            - Robert (V) de Bruce
                              - Robert (VI) de Bruce
                                - Robert Ier (1306-1329)
                                  - David II (1329-1371)
                                  - Marjorie ép. Walter Stuart
                                    - Robert II (1371-1390)
                                      - Robert III (1390-1406)
                                        - Jacques Ier (1406-1437)
                                          - Jacques II (1437-1460)
                                            - Jacques III (1460-1488)
                                              - Jacques IV (1488-1513)
                                                - Jacques V (1513-1542)
                                                  - Marie Ire (1542-1567)
                                                    - Jacques VI (1567-1625)
                                                      - Charles Ier (1625-1649)
                                                        - Charles II (1649-1651, 1660-1685)
                                                        - Jacques VII (1685-1688)
                                                          - Marie II (1689-1694) ép. Guillaume II (1689-1702)
                                                          - Anne (1702-1707)